# Diorita
La diorita es una roca plutonica compuesta por dos tercios de feldespatos del grupo de las plagioclasas y un tercio de minerales oscuros, generalmente hornblenda, aunque pueden contener también biotita y a veces piroxeno. Si un magma diorítico alcanza la superficie, se forma una roca efusiva llamada andesita. La dioritas son comunes en zonas de orogenia. Son rocas de composición intermedia entre los granitoides, y el gabro.

## Mineralogía y química
Las dioritas provienen de magmas ricos en agua. Los minerales que la componen son, como principales, andesina,—una plagioclasa— entre los minerales claros, y hornblenda, a veces, biotita y piroxenos, entre los máficos. La cantidad de plagioclasa oscila entre el 50 y el 65 %. Como minerales accesorios, se pueden encontrar cuarzo, feldespatos alcalinos, magnetita, titanita, sulfuros, zircón, apatita e ilmenita.
La principal diferencia entre la diorita y el gabro es que esta última tiene variedades de plagioclasa más ricas en calcio. Diorita con feldespato potásico es llamada monzodiorita, diorita con cantidades no menores de cuarzo es llamada diorita de cuarzo y diorita con cuarzo y feldespato potásico corresponde a granodiorita.
Un ejemplo de una composición química de una diorita expresada en porcentaje de masa de óxidos es:
| SiO2  | TiO2 | Al2O3 | Fe2O3 | FeO  | MnO  | MgO  | CaO  | Na2O | K2O  | P2O5 |
| ----- | ---- | ----- | ----- | ---- | ---- | ---- | ---- | ---- | ---- | ---- |
| 58,34 | 0,96 | 16,92 | 2,54  | 4,99 | 0,12 | 3,77 | 6,68 | 3,59 | 1,79 | 0,29 |

Los números son promedios de 2600 análisis de dioritas.
A pesar tener propiedades similares a las del granito la roca no es muy común en la construcción.

## Galería

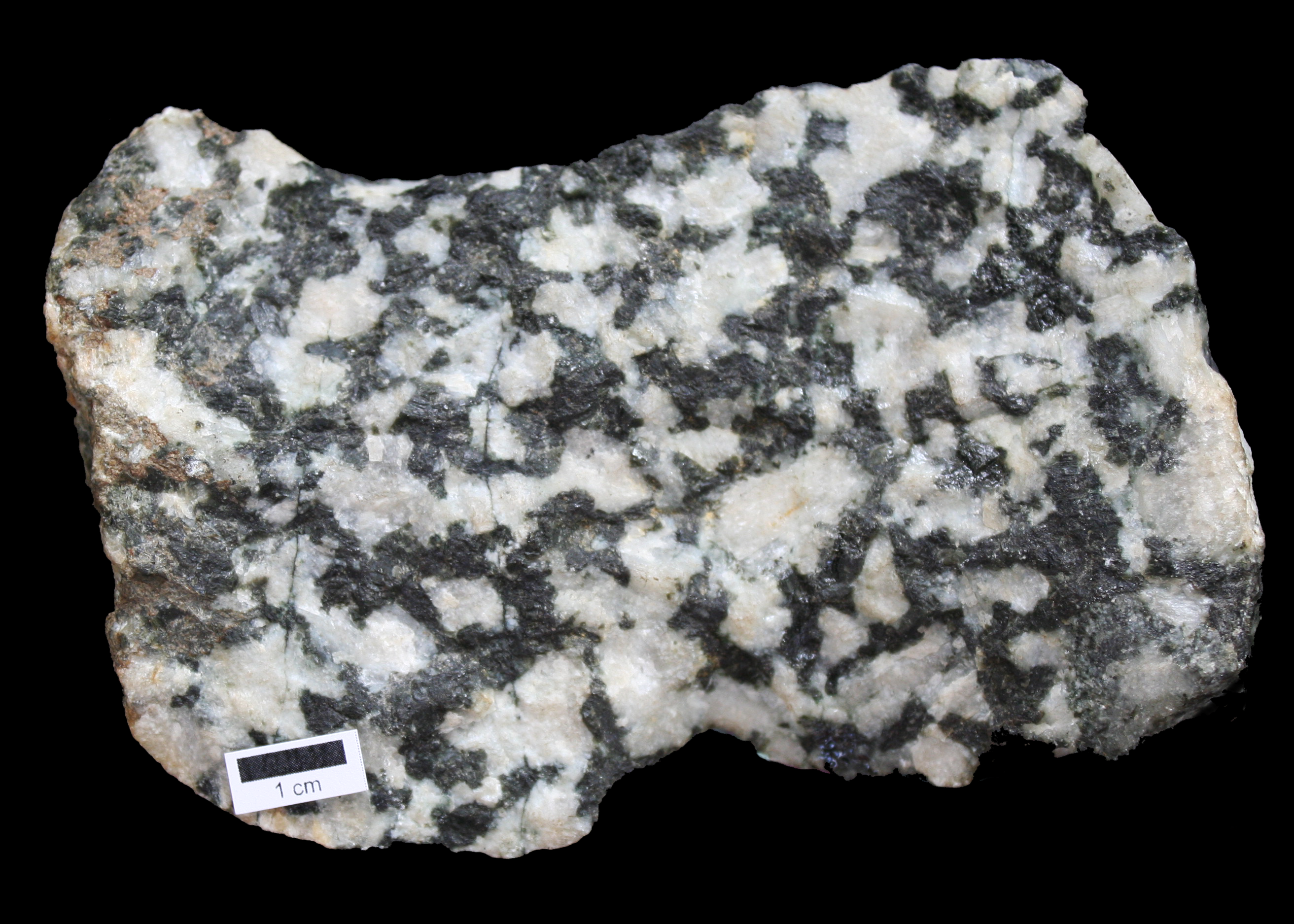
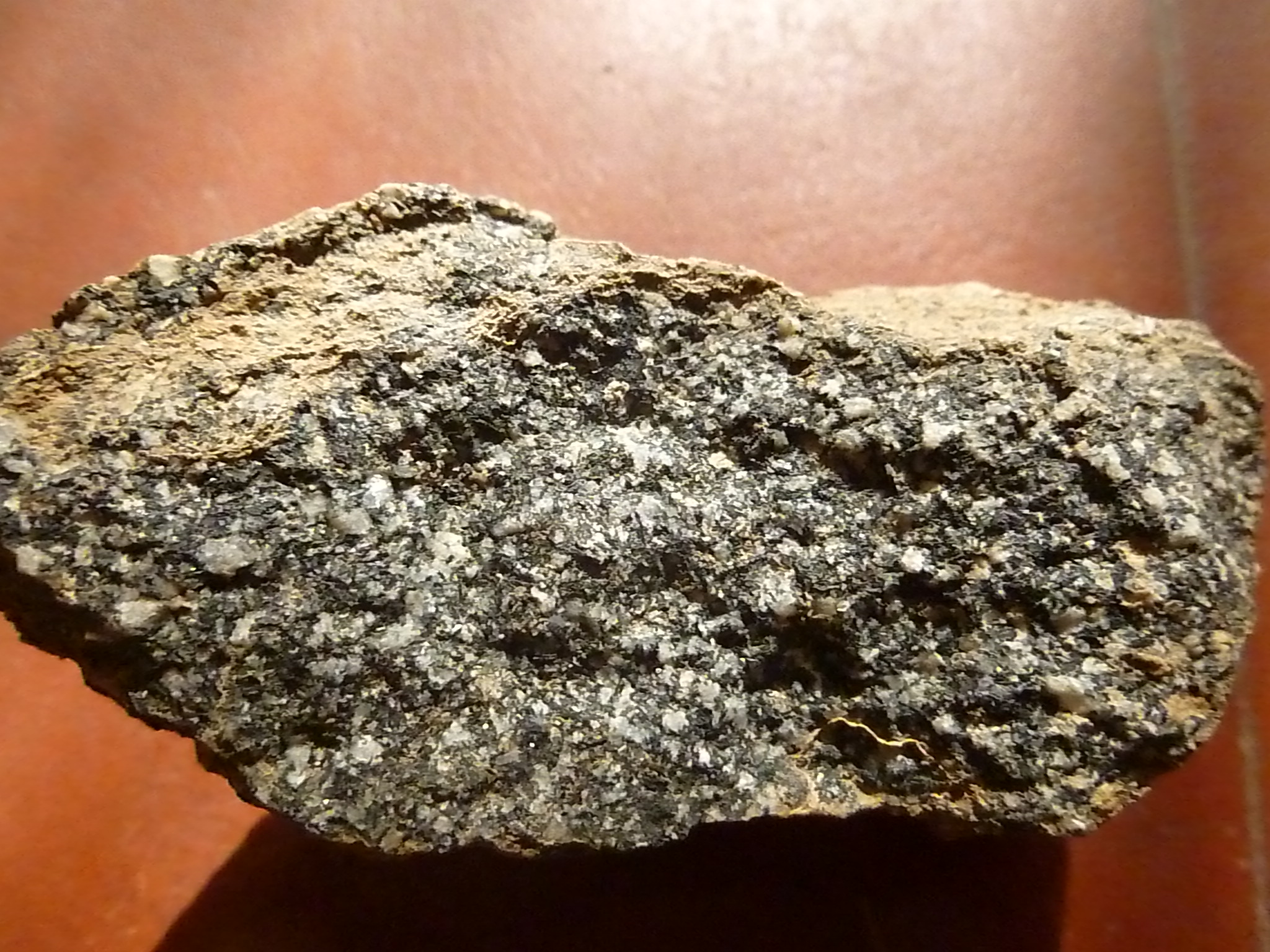
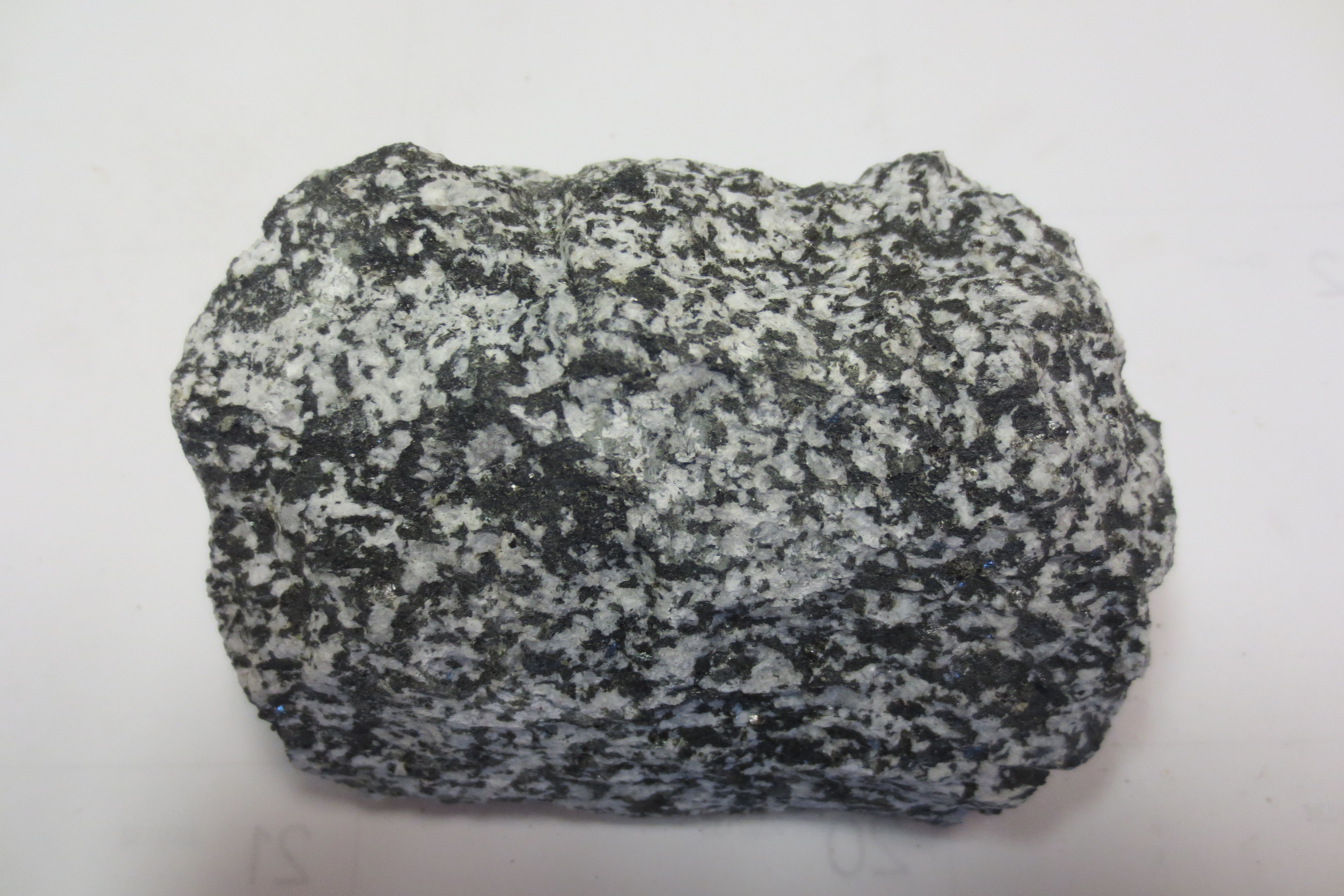
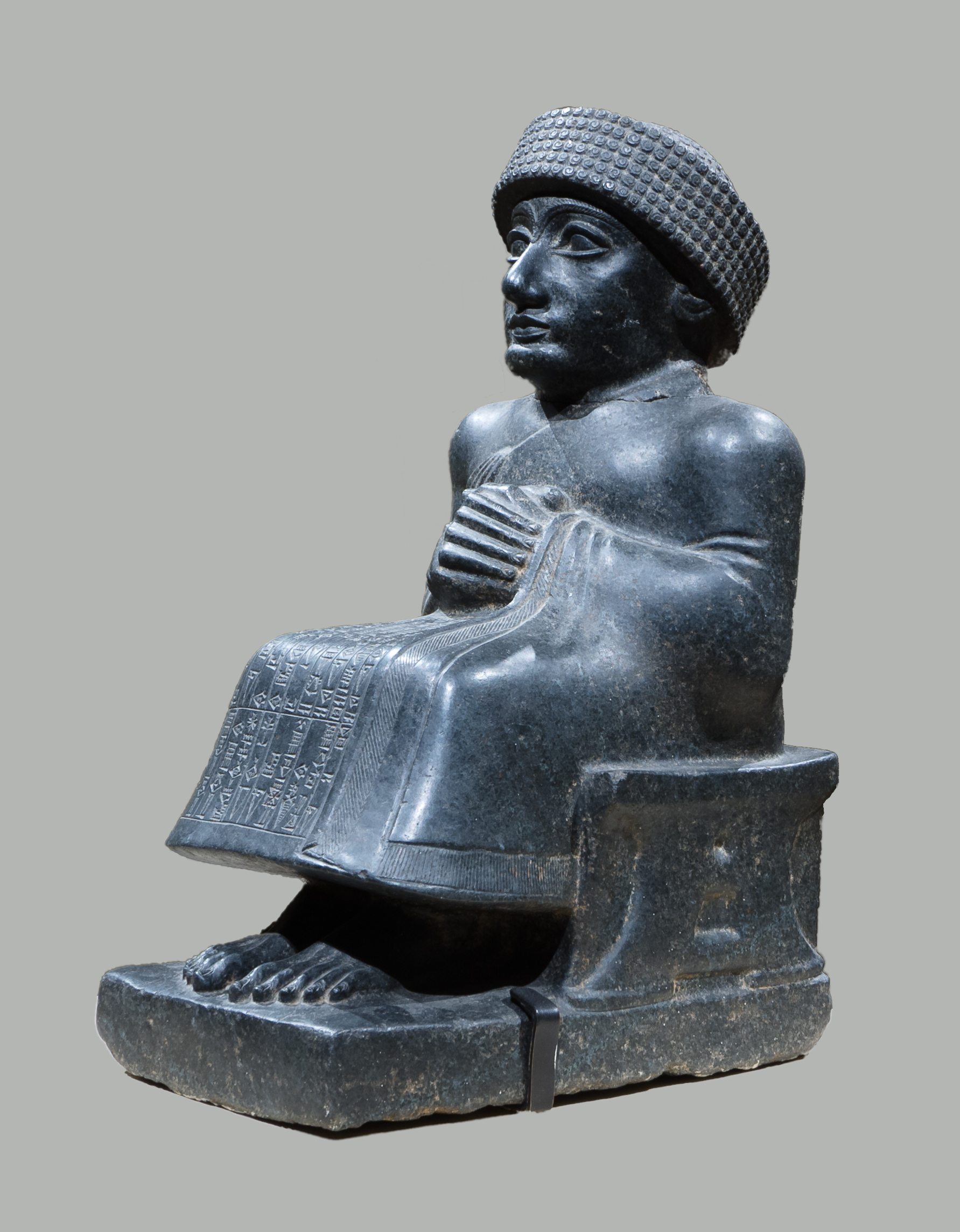
Escultura en Diorita
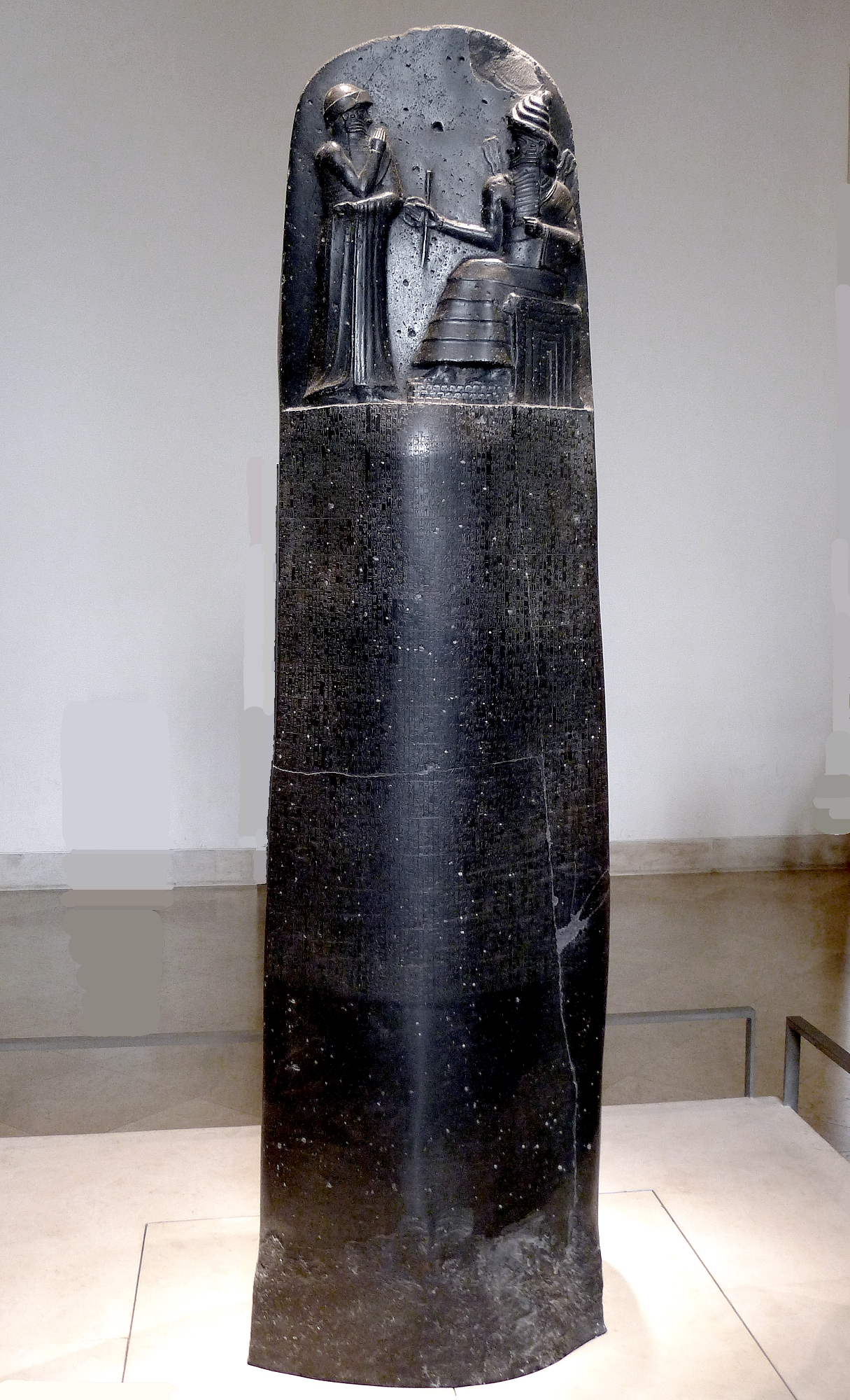
Código de Hamurabi.